# Comuna Merghindeal, Sibiu
Merghindeal (în maghiară: Morgonda, în germană: Mergeln) este o comună în județul Sibiu, Transilvania, România, formată din satele Dealu Frumos și Merghindeal (reședința).

## Demografie
Componența etnică a comunei Merghindeal
     Români (85,49%)
     Germani (7,59%)
     Maghiari (1,33%)
     Alte etnii (5,59%)
Componența confesională a comunei Merghindeal
     Ortodocși (86,22%)
     Evanghelici luterani (7,52%)
     Alte religii (0,67%)
     Necunoscută (5,59%)
Conform recensământului efectuat în 2021, populația comunei Merghindeal se ridică la 1.502 locuitori, în creștere față de recensământul anterior din 2011, când fuseseră înregistrați 1.212 locuitori. Majoritatea locuitorilor sunt români (85,49%), cu minorități de germani (7,59%) și maghiari (1,33%). Din punct de vedere confesional, majoritatea locuitorilor sunt ortodocși (86,22%), cu o minoritate de evanghelici luterani (7,52%), iar pentru 5,59% nu se cunoaște apartenența confesională.

## Politică și administrație
Comuna Merghindeal este administrată de un primar și un consiliu local compus din 11 consilieri. Primarul, Aurel Ioan Țerbea[*], de la Partidul Social Democrat, este în funcție din 2012. Începând cu alegerile locale din 2024, consiliul local are următoarea componență pe partide politice:
|  | Partid                          | Consilieri | Componența Consiliului | Componența Consiliului | Componența Consiliului | Componența Consiliului | Componența Consiliului | Componența Consiliului | Componența Consiliului | Componența Consiliului |
|  | ------------------------------- | ---------- | ---------------------- | ---------------------- | ---------------------- | ---------------------- | ---------------------- | ---------------------- | ---------------------- | ---------------------- |
|  | Partidul Social Democrat        | 8          |                        |                        |                        |                        |                        |                        |                        |                        |
|  | Partidul Național Liberal       | 2          |                        |                        |                        |                        |                        |                        |                        |                        |
|  | Alianța pentru Unirea Românilor | 1          |                        |                        |                        |                        |                        |                        |                        |                        |

## Atracții turistice
- Biserica Evanghelică din satul Dealu Frumos, construcție secolul al XIII-lea
- Biserica Evanghelică-Lutherană din satul Merghindeal, construcție secolul al XIII-lea

## Personalități
- Aurel Muntean (1882 - 1940), deputat în Marea Adunare Națională de la Alba Iulia, 1918

## Primarii comunei
- 1996[8] - 2000 - Marcus Otilia, de la CDR
- 2000[9] - 2004 - Radu Vasile, de la PDSR
- 2004[10] - 2008 - Radu Vasile, de la PSD
- 2008[11] - 2012 - Radu Vasile, de la PDL
- 2012[12] - 2016 - Aurel Ioan Țerbea, de la USL
- 2016[13] - 2020 - Aurel Ioan Țerbea, de la PSD